# 贞观长歌
《贞观长歌》是一部2007年首播的中国大陆长篇古装历史剧，由峨眉电影制片厂、中央电视台、中外名人文化产业集团和北京锦绣江山影视文化传播公司联合出品，导演吴子牛执导，并由唐国强、陈宝国、张铁林、聂远、杜志国、曹培昌、王绘春等人领衔主演。全剧从唐太宗李世民登基称帝开始，至其子唐高宗登基结束，刻画了唐太宗在位共23年的历史，尤其着重讲述了其荡平东突厥、处理太子李承之乱并挑选继承人等若干重大事迹，通过休养生息、富国强民最终成就了历史上著名的贞观之治。
本剧于2005年1月2日在浙江横店影视城正式开机，先后辗转新昌、河北涿州影视城、内蒙古红山军马场等地取景拍摄，至同年5月杀青关机。2007年1月27日，本剧上部40集在中央电视台综合频道（CCTV-1）黄金档全国首播，同年4月23日开播下部42集。

## 演员

### 皇室
- 唐国强 饰 李世民
- 张澜澜 饰 安康公主
- 聂远 饰 李恪
- 万弘杰 饰
- 韩再芬 饰 长孙皇后
- 王东辉 饰 李泰
- 温浩 饰 李祐
- 马浴柯 饰 李治
- 吴韻 饰 太子妃
- 席与立 饰 杨妃
- 無名 饰 李元昌

### 朝廷
- 陈宝国 饰 杜如晦
- 张铁林 饰 罗艺
- 杜志国 饰 侯君集
- 曹培昌 饰 长孙无忌
- 王绘春 饰 岑文本
- 刘毓滨 饰 房玄龄
- 董子午 饰 魏徵
- 孙飞虎 饰 封德彝
- 毕海峰 饰 李靖
- 邢国洲饰 程知节
- 张　山 饰 徐茂公
- 张乃文 饰 常何
- 李庆祥 饰 长孙顺德
- 司　源 饰 马周
- 牟凤彬 饰 褚遂良
- 胡庆士 饰 张玄素
- 白德彰 饰 萧瑀
- 王家赫 饰 独孤谋
- 王宝江 饰 柴哲威
- 王正佳 饰 程怀亮
- 祁潇潇 饰 郑丽婉
- 张喜前 饰 郑仁基
- 刘海波 饰 权万纪
- 张鸿铭 饰 赵士达
- 陈甘霖 饰 赵元楷

### 突厥汗国
- 涂们 饰 颉利可汗
- 洪宇宙 饰 突利可汗
- 刘海涛 饰 施罗叠（应为叠罗施）
- 李鹏 饰 夷男
- 周广真 饰 执失思力
- 孟和乌力吉 饰 阿史那思摩
- 契那日图 饰 契苾何力
- 白庆琳 饰 阿史那云（虚构人物）

### 其他
- 唐嫣 饰 采矶（虚构人物）
- 饶敏莉 饰 海棠（虚构人物）
- 宗峰岩 饰 闵国器（虚构人物）
- 谭非翎 饰 窦乂
- 高成生 饰 赵恭存（虚构人物）
- 刘莎 饰 绿袖（虚构人物）
- 严建升 饰 马宣良（虚构人物）
- 朱宏嘉 饰 常胜（虚构人物）
- 武强 饰 迟德立（虚构人物）
- 许敬义 饰 窦福（虚构人物）
- 张丹峰 饰 慕一宽（虚构人物）
- 马冬 饰 崔贤（虚构人物）
- 杨洪涛 饰 王德（虚构人物，宦官）
- 国永振 饰 勃帖（虚构人物）
- 张浩 饰 范兴（虚构人物）
- 于洋 饰 恒连（虚构人物）
- 孙捷 饰 雨晴（虚构人物）
- 邓娜 饰 灵儿（虚构人物）

## 批评
对于主创强调本剧的历史真实性，一些观众有不同的意见。认为虚构、戏说的情节太多，比如将史书仅有9字介绍的安康公主因某投资方利用军方职权刻意捧红演员塑造成女主角张澜澜，演员年龄普遍偏大（唐太宗继位时仅有28或29岁，但唐国强此时已经年过五旬，李世民长子恒山郡王李承乾彼时年仅8岁，却是由三十多岁的成年演员饰演），将贞观朝廷划分为子虚乌有的以房玄龄、侯君集为首的太子党和以封德彝、岑文本为首的吴王党。还认为服饰道具也有严重错误。

## 外部連結
- 本劇新浪網站 （页面存档备份，存于）

## 节目变迁
| 中国中央电视台综合频道 黄金剧场 週一至週日 20:00~22:00 | 中国中央电视台综合频道 黄金剧场 週一至週日 20:00~22:00 | 中国中央电视台综合频道 黄金剧场 週一至週日 20:00~22:00 |
| ------------------------------------------------------ | ------------------------------------------------------ | ------------------------------------------------------ |
|                                                        | 贞观长歌（上部） （2007.1.27 - 2007.2.16）             |                                                        |
| 星火 （2007.1.11 - 2007.1.26）                         | 喜庆农家 （2007.2.20 - 2007.3.7）                      |                                                        |
| 温暖 （2007.4.12 - 2007.4.22）                         | 贞观长歌（下部） （2007.4.23 - 2007.5.15）             | 51号兵站 （2007.5.16 - 2007.5.28）                     |